# Laguardia
Laguardia – gmina w Hiszpanii, w prowincji Araba, w Kraju Basków, o powierzchni 81,08 km². W 2011 roku gmina liczyła 1548 mieszkańców.